# La Petite Fille de monsieur Linh
 (mai 2013).
Si vous disposez d'ouvrages ou d'articles de référence ou si vous connaissez des sites web de qualité traitant du thème abordé ici, merci de compléter l'article en donnant les références utiles à sa vérifiabilité et en les liant à la section « Notes et références ».
La Petite Fille de monsieur Linh est un court roman de fiction écrit par l'écrivain français Philippe Claudel, publié en 2005.

## Résumé
Parti de son pays natal ravagé par la guerre, M. Linh refait sa vie dans un nouveau pays où il rencontre M. Bark, un gentil vétéran de guerre, qui a servi dans son pays natal. M. Linh a quitté son pays avec sa petite fille qui était nommée Sang Diû, ce qui dans la langue du pays natal veut dire « Matin doux », et qu'il éduque comme telle.
Chapitre 1 : M. Linh quitte son pays natal en bateau avec pour seul bagage une valise contenant une photographie, un peu de terre de son village et un bébé : Sang Diû (« matin doux »), sa petite fille, la fille de son fils. Ses parents sont morts dans une rizière pendant la guerre. M. Linh l'a recueillie et a décidé de fuir son pays. Arrivé sur le quai, une dame l'emmène dans un « restaurant » et ensuite dans un dortoir où il rencontre deux familles qui l'appellent Oncle. M. Linh ne sent plus les odeurs de son pays.
Chapitre 2 : M. Linh reste des jours et des jours dans le dortoir sans bouger. Les familles se moquent de lui, mais il s'en moque. La femme du quai, accompagnée de la femme interprète, lui conseille de sortir et lui amène tous les matins des provisions. Le lendemain il sort, il est terrorisé à l'idée de se perdre ou de se faire voler l'enfant. Il marche dans le froid en la serrant contre lui. Il s'assoit sur un banc, il repense à son village, avec la rue en terre et les 2 familles.
Chapitre 3 : Un homme vient s'asseoir sur le banc. Il commence à parler mais M. Linh ne le comprend pas mais l'écoute car il trouve qu'il a une voix plutôt apaisante. Il se présente : Bark, mais Bark comprend que la petite s'appelle Sang Diû et lui Tao-laï, ce qui veut dire bonjour. Sa femme est morte il y a 2 mois, elle tenait un manège dans le parc en face d'où ils sont assis. Il pose sa main sur l'épaule de M. Linh.
Chapitre 4 : Les hommes du dortoir jouent toujours aux cartes. M. Linh ressort à la même heure. Les femmes préparent le repas de M. Linh: non pas par amour ni amitié mais comme le veut la tradition. M. Linh n'a pas l'habitude de voir autant de monde ; dans son village, il y avait le marché où il connaissait tout le monde. Il chante à la petite une vieille chanson qui se transmet de génération en génération.
Chapitre 5 : Il repense à  sa tante, une vieille folle qu'il avait dû aller chercher à deux jours de marche. M. Linh s'assoit sur le même banc, il parle à l'enfant et pense à sa femme, morte d'une fièvre : elle était belle avec de grands yeux bruns.
Chapitre 6 : Bark revient, il fume toujours autant. L'odeur de sa cigarette rappelle à M. Linh une première odeur, celle des pipes des hommes de son village, le soir. On apprend que Bark n'a jamais eu d'enfant et qu'il voulait vivre dans un petit village. M. Linh pose sa main sur son épaule et sourit. M. Linh doit partir nourrir la petite ; elle ne pleure jamais et ne demande jamais à manger . Il salue et il part.
Chapitre 7 : Les deux femmes sont dans le dortoir, M. Linh aura maintenant des cigarettes. Il raconte sa promenade et les deux femmes lui disent qu'il va bientôt avoir un logement pour lui. Il apprend à dire bonjour et il apprend le nom de la femme interprète : Sara. M. Linh donne à manger à Sang Diû, en mastiquant d'abord la nourriture puis il la lui donne.
Chapitre 8 : Le lendemain, il fait clair ; M. Linh a son paquet de cigarette et va s'asseoir directement sur le banc. Les enfants l’observent. Il repense à sa belle rivière dans son village et la légende des 7 enfants qui s'y sont baignés. Bark n'est pas venu.
Chapitre 9 : Quand il  se réveille, Sang Diû a disparu. Heureusement ce ne sont que les enfants du dortoir qui l'ont prise. Puis il se sauve car une bagarre pour tricherie éclate entre deux hommes. Il pleut. M. Linh marche quand une voix l'appelle : c'est Bark. Ils se rendent dans un café, Bark commande une boisson à l'alcool et au citron et M. Linh lui offre ses deux paquets de cigarettes, Bark est très content ; cela fait longtemps qu'il n'avait pas eu de cadeau. Il en fume. Ce ne sont pas ses cigarettes préférées, mais le fait qu'elles soient offertes par un ami transforme le goût et la senteur agréable au profit de Monsieur Bark. Bark pense à sa femme, il devient triste mais M. Linh lui chante sa chanson, Bark retrouve le sourire et il part. Il rentre au dortoir et s'endort.
Chapitre 10 : Les deux amis se rencontrent tous les jours, au café ou sur le banc. M. Linh commence à s'habituer à ce nouveau pays, à l'odeur de la cigarette. Bark lui fait visiter la ville, ils s'échangent des photos : M. Linh et sa femme et la femme de Bark. M. Linh découvre un point commun : leurs femmes respectives sont mortes.
Chapitre 11 : Bark emmène M. Linh au bord de la mer, dans un port tranquille. Ils s'assoient sur un banc. M. Linh ressent pleins d'odeurs : le sel, les algues, le poisson … Il regarde le large et dit le nom de son pays. Bark connaît ce pays, à ces 20ans il y avait été envoyé pour faire la guerre, une guerre horrible et il se met à pleurer en pensant qu'il a tué des gens innocents.
Chapitre 12 : M. Bark l'emmène cette fois dans un magnifique restaurant. M. Linh n'a jamais aussi bien mangé. En fin de repas, Bark lui offre un cadeau. M. Linh l'ouvre avec hésitation : c'est une très belle robe pour sa petite fille Sang Diû. Pour le remercier il chante sa chanson et ils partent et comme d'habitude ils se disent bonjour pour dire au revoir, car ils ne se comprennent toujours pas.
Chapitre 13 : La femme du quai et la femme interprète viennent le chercher au dortoir pour aller chez le médecin comme elles l'avaient promis. M. Linh monte pour la première fois dans une voiture. Il est inquiet mais tout se passe bien. Le médecin lui pose des questions que la femme interprète lui traduit, mais M. Linh ne peut y répondre car il n'a vu qu'un seul médecin dans sa vie. Le médecin l'examine ensuite. Sur la demande de M. Linh, il examine aussi la petite Sang Diû. Ils sont tous les deux en bonne santé. Demain, il déménagera, heureusement pas trop loin du dortoir pour continuer à voir M. Bark.
Chapitre 14 : M. Linh dort mal, se souvenant du moment où il quittait son village à tout jamais. Au matin, il a préparé sa valise et vers 10h, les deux femmes arrivent. Ils partent en voiture et arrivent devant un château dans un grand parc. Ils entrent, une dame vêtue de blanc les accueille et montre à M. Linh sa nouvelle chambre. Il y a des vieux partout ; cet endroit est probablement une maison de retraite. M. Linh n'a plus le droit d'avoir de cigarettes. Il est un peu triste, n’ayant pas vu son ami depuis deux jours.
Chapitre 15 : Le soir, la femme en blanc lui amène un pyjama ainsi qu'une longue robe de chambre bleue. Elle lui demande de la suivre et l’emmène dans une grande salle (un réfectoire) avec les autres vieux pour manger. Personne ne parle. Il repense au dortoir, il est triste et repart se coucher.
Chapitre 16 : Les jours passent, personne n’échange de conversation avec les autres, silence total. Une fois M. Linh s'est fait poursuivre par une vieille folle qui voulait prendre l'enfant. Il n'a pas revu Bark ; un jour, il décide d'aller à sa rencontre, il mange copieusement et se dirige vers le portail mais il n'a pas le temps de sortir, le gardien l'arrête et trois personnes en blanc arrivent pour le ramener. Mais M. Linh se débat ; une femme prend une seringue et lui injecte un produit. M. Linh tombe à terre, évanoui. 
Chapitre 17 : M. Linh rêve : il sort d'une grotte et il aperçoit son ami Bark, ils se comprennent et partent en direction du village en traversant la jungle, la plaine, les rizières, ils rencontrent des paysans. Dans le village, M. Linh présente toutes les maisons. Il y a aussi des animaux. Enfin, ils rentrent dans sa maison, il l'a construite lui-même. Le fils et la belle-fille de M. Linh sont aussi là, ainsi que Sang Diû. Un bon repas préparé par la belle-fille de M. Linh les attend. Ils se régalent. Bark allume une cigarette et Linh lui raconte l'histoire de chaque montagne. La fraîcheur revenue, ils repartent dans le village, M. Linh lui montre une source miraculeuse, elle ferait oublier les mauvais souvenirs au moment de la mort. Puis Bark part cette fois dans la grotte.
Chapitre 18 : M. Linh se réveille. Il reprend sa vie normalement. Il se plie à la discipline du manoir. Mais il veut sortir, revoir son ami et voir Sang Diû grandir, devenir une belle jeune fille.
Chapitre 19 : Ce troisième jour de printemps, M. Linh est décidé à partir. Après le petit déjeuner, il se dirige vers un bosquet, à l'endroit où le mur est moins haut : il l'avait repéré depuis la fenêtre de sa chambre. Il prend un tronc, monte dessus et saute par-dessus le mur. Il est maintenant libre. Il traverse la ville en pyjama, il perd une pantoufle dans un trou … Il tourne en rond, fatigué, il se repose contre un lampadaire mais une femme sort et lui dit de partir. M. Linh est trop fatigué, il erre dans les rues de la ville. Certains passants le prennent pour un mendiant.
Chapitre 20 : M. Linh n'en peut plus ; il s'assied par terre. Un homme lui donne trois pièces, pensant qu'il avait affaire à un mendiant. M. Linh est triste, et il repart marcher, à la recherche de son banc dans l'immense ville. Mais soudain, il aperçoit le parc avec les cages, les animaux. Le banc n'est donc pas loin …
Chapitre 21 : Bark est sur le banc, il est triste de ne plus avoir de nouvelles de son ami. Il s'est renseigné à l'immeuble sur lui mais personne ne s'appelle M. Tao-laï. Mais soudain, il entend la voix de M. Linh. Celui-ci traverse la route pour rejoindre son ami Bark, mais en traversant, une voiture le percute de plein fouet. Il tombe par terre, protège Sang Diû, sa tête s'écrase au sol et c'est le noir !
Chapitre 22 : Bark se précipite vers lui. Du sang coule de la tête de M. Linh. Il aperçoit Sang Diû ; elle n'a rien. M. Linh rouvre les yeux, il n'est pas mort ! Les secours arrivent et emmènent M. Linh à l'hôpital.

### Chute
La fin du récit surprend le lecteur, la narration ayant privilégié le point de vue de M. Linh, qui est le personnage principal et aussi car on apprend que la petite fille de M. Linh n'est autre qu'une poupée ; en effet, sa vraie petite fille a été tuée comme le reste de la famille de M. Linh, qui a trouvé la poupée au côté du corps décapité et éventré de Sang Diû. Les deux corps qu’il a confondu démontrent donc que Sang Diû était la fille décapitée aux côtés de sa famille.

## Problématique
- Si vous ne connaissez pas le sujet, laissez ce bandeau (vous pouvez alors contacter les auteurs).
- Si vous supprimez le contenu mis en cause (vous pouvez préalablement contacter les auteurs),

argumentez précisément cette suppression dans la page de discussion
(un manque de référence n'est pas un argument ; une recherche réelle de référence doit avoir été effectuée, être formellement documentée).
La petite fille de Monsieur Linh est un roman sur l'exil. Monsieur Linh a dû fuir son pays, chassé par la guerre. Son fils, sa belle-fille, sa petite fille et la plupart de ses compatriotes sont morts là-bas. C'est alors l'arrivée dans un pays nouveau, seul. Avec pour lui la mémoire, et un certain devoir aussi, ne pas oublier son pays natal ; avec sa souffrance, ses morts... Tout cela nous est raconté avec une grande pudeur[réf. nécessaire] et une certaine distance. La narration est simultanée (au présent), ce qui nous rend proche du personnage : on vit avec lui, on avance avec lui, et comme lui, on ne sait pas où on va[Quoi ?] (puisque le récit n'est pas rétrospectif). Le narrateur est externe au récit, et alors nous ne sommes plus que lecteur, impuissant, incapable d'agir pour aider ce petit homme[réf. nécessaire].
Le roman se rattache à l'univers du conte par de nombreux aspects : la lutte archétypale d'un héros isolé, contre un environnement hostile qu'il ne comprend pas, la communication non verbale avec un ami très différent qui transcende tout[réf. nécessaire], les éléments familiers auxquels il se raccroche, répétés de nombreuses fois (Sang Diû, la photo jaunie de lui et sa femme, le sac de terre, les cigarettes...) et qui brouille la vision nette du reste de l'environnement, au point de faire plusieurs fois le tour du quartier sans le reconnaître. La narration est presque onirique, métaphorique}[réf. nécessaire]. Bark et Linh sont deux versions différentes de la solitude, occidentale et asiatique, gros et maigre, fumeur et abstinent. Un rêve, et un peu d'amitié les unit[réf. nécessaire].
Au milieu de cela, dans cette ambiance violente[réf. nécessaire], on peut toutefois se raccrocher à quelque chose[évasif]. Et c'est d'ailleurs le sujet même de ce roman, c'est le besoin que l'Homme a de se tenir à quelque chose, à un repère[réf. nécessaire]. Le besoin d'amour aussi, car les repères ne suffisent pas, et c'est en quelque sorte l'amour de Monsieur Linh pour Bark qui le sauve, qui lui permet de revivre[Quoi ?], et qui compte plus que tout, plus que la tranquillité matérielle[réf. nécessaire].
C'est donc un livre engagé, et qui laisse réfléchir quant à l'accueil des immigrés[réf. nécessaire] : que leur offrons-nous ? Qu'est-il vital de leur offrir ?
Ces extraits figurent sur la quatrième de couverture de l'édition Le Livre de poche de La Petite Fille de Monsieur Linh :

« L'abandon, la mémoire, le regard sur l'autre habitent [...] ce troublant roman. Des thèmes que Philippe Claudel explore ici avec une intensité poignante. »

— Delphine Peras, Lire

« Un récit aussi bref que brûlant dont les braises ne s'éteignent pas le livre refermé. »

— Philippe Jean Catinchi, Le Monde des livres

## Publications
- La Petite Fille de Monsieur Linh, Stock, 2005  (ISBN 978-2-286-01626-5).
- La Petite Fille de M. Linh, Le Livre de poche, Coll. Littérature et Documents, 2007, 183 pages  (ISBN 2-2531-1554-1)